# Tintoretto

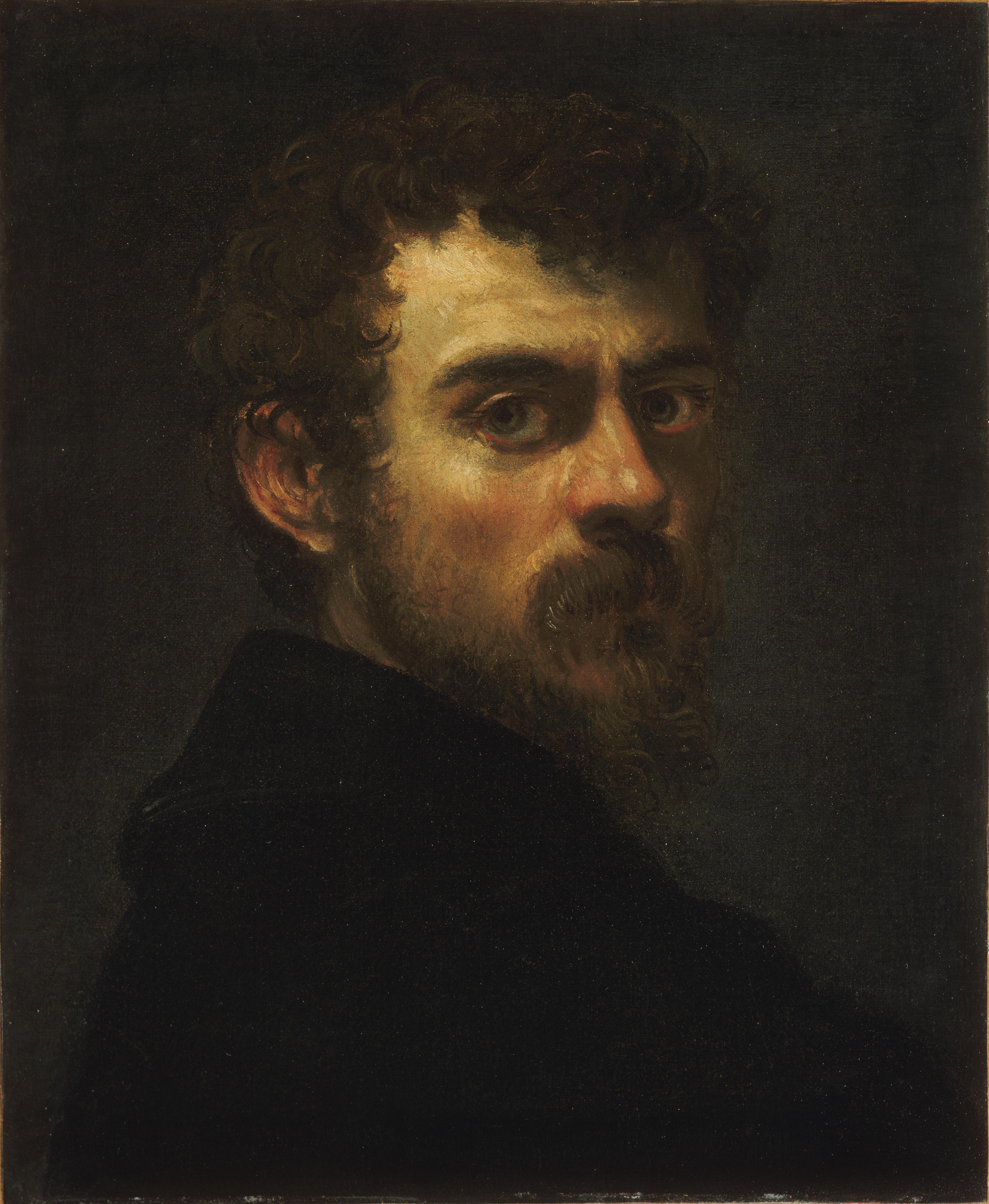
Tintoretto: Autoportret, (1547-1548)

Jacopo Comin zis Tintoretto (n. 1519, Veneția, Republica Veneția – d. 31 mai 1594, Veneția, Republica Veneția) a fost unul dintre cei mai mari reprezentanți ai școlii venețiene de pictură, marcând trecerea spre curentul manierist apărut în perioada de maturitate a Renașterii. În tinerețe a fost numit Jacopo Robusti, pentru că tatăl său, Giovanni Battista Robusti apărase cu multă îndârjire (in modo robusto) porțile orașului Padova împotriva armatelor imperiale. Adevăratul său nume de familie, Comin, familie originară din Brescia, a fost de curând descoperit de Miguel Falomir, curator al muzeului Prado din Madrid și făcut cunoscut publicului cu ocazia retrospectivei Tintoretto din 29 ianuarie2007. Porecla care l-a făcut celebru, Tintoretto, o datorează tatălui său care se ocupa cu vopsitul de mătăsuri aduse din Orientul Îndepărtat ("boiangiu" = tintore). Încă din acea perioadă viitorul pictor a început să studieze culorile, menținându-și această preocupare și mai târziu de-a lungul activității sale artistice. E posibil ca artistul să fi moștenit de la tatăl său extraordinarul simț al culorilor, stilul dinamic și ferm. 
Pentru energia sa fenomenală demonstrată în execuția picturilor a fost supranumit și "Il Furioso", iar folosirea dramatică a perspectivei și a jocului luminii cu umbra a făcut din el un precursor al stilului baroc. Tintoretto și-a dedicat artei toată energia și tot entuziasmul, lăsând posterității o operă de o forță dramatică unică.

## Viața și opera

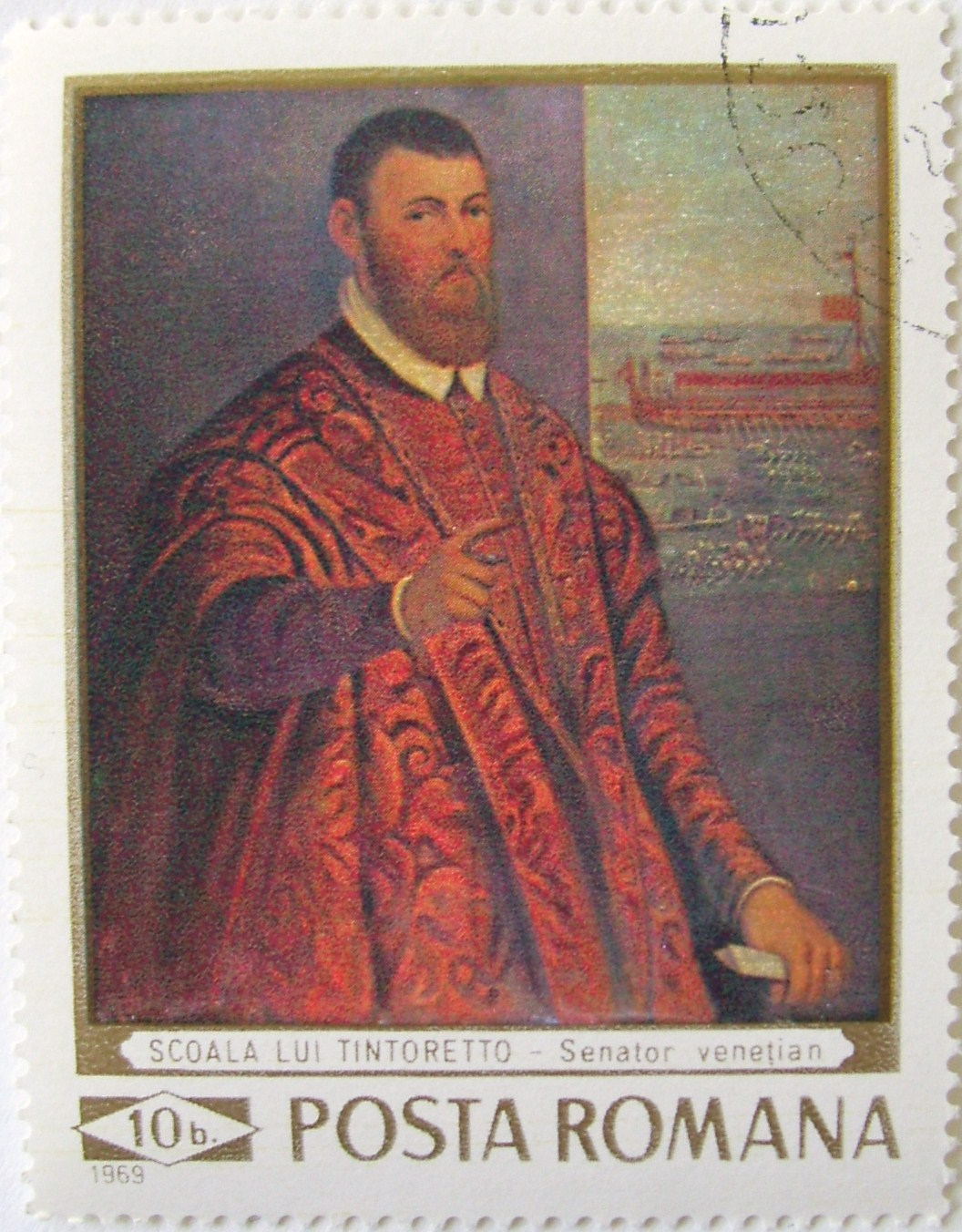
Timbru românesc din 1969

Tintoretto s-a născut la 29 septembrie 1518 în Veneția, petrecându-și copilăria între vasele cu vopsele ale tatălui său. Nu se știe unde și-a făcut ucenicia artistică, dar primele sale lucrări sunt apropiate de manierismul lui Parmigianino (1503-1540) sau de stilul lui Andrea Schiavone (1510-1563). Tintoretto și-a format propriul stil, îndeosebi exersând cu perseverență desenul, studiind sculpturile, desenele și gravurile colecțiilor venețiene. În 1539 era deja un pictor independent, cum reiese dintr-un act elaborat de un notar public, în care regăsim numele lui Tintoretto. Acesta avea pe atunci 20 de ani și locuia în Campo San Cassiano, în apropierea podului care duce spre biserica Santa Maria Mater Domini. În 1550 se căsătorește cu Faustina de Vescovi, fiica comandantului gărzii de la Scuola Grande di San Marco. 

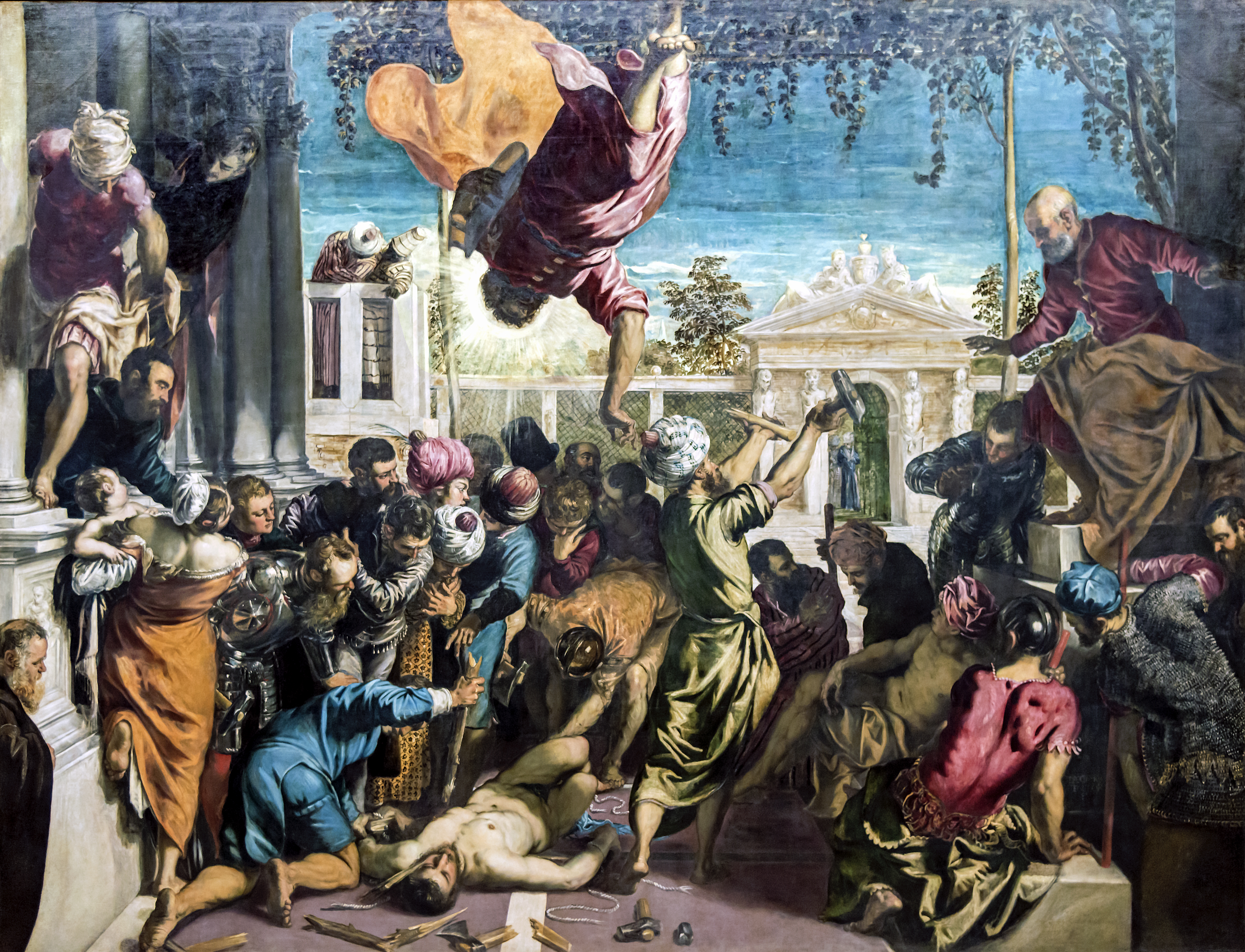
Tintoretto: Minunea Sfântului Marcu sau Sfântul Marcu salvând viața unui sclav, 1548

Cu doi ani mai înainte executase pentru această instituție compoziția Minunea Sfântului Marcu sau Sfântul Marcu salvând viața unui sclav ("Miracolo dello schiavo"). Această operă, elaborată la vârsta de 30 de ani, entuziasmează pe contemporani, în ea se regăsește echilibrul ideal: cantitatea și calitatea, culoarea și forma sunt introduse în scenă în mod alternativ, corelate în mod remarcabil cu concepția structurală a tabloului. Scuola refuză totuși această operă, considerându-o prea originală. Nu au lipsit și alte critici. Astfel scriitorul Pietro Aretino (1492-1556) îi impută graba cu care lucrează ("fa presto") și - din această cauză - înclinația spre neglijență, care va dispărea o dată cu vârsta maturității. 
De-a lungul vieții sale, Tintoretto lucrează pentru diferite scuole venețiene, care își pierduseră cu timpul caracterul religios, transformându-se în instituții laice de binefacere cu mari resurse financiare, ca urmare a donațiilor provenite din partea membrilor și a altor persoane caritabile. Calitatea de membru într-o asemenea instituție era o chestiune de prestigiu, fiind o dovadă a înaltului nivel social și financiar al unui cetățean al Veneției, și se obținea după o triere foarte severă.
În 1564, Scuola Grande di San Rocco decide să fie aduse modificări ornamentelor de pe tavanul sălii de ședințe a comisiei de supraveghere din Albergo. Se instituie un concurs în vederea executării lucrării. Înainte ca alți pictori să-și fi depus propunerile, Tintoretto prezintă o pictură ovală elaborată într-un timp foarte scurt și obține comanda. În 1565, o dată cu finisarea primei părți a acestei comenzi, Tintoretto devine membru în Scuola Grande di San Rocco, contribuția lui constând în decorarea sediului acestei instituții. Până în anul 1587 realizează 58 de picturi pentru cele două nivele ale clădirii.
Tablouri din "Scuola di San Rocco"

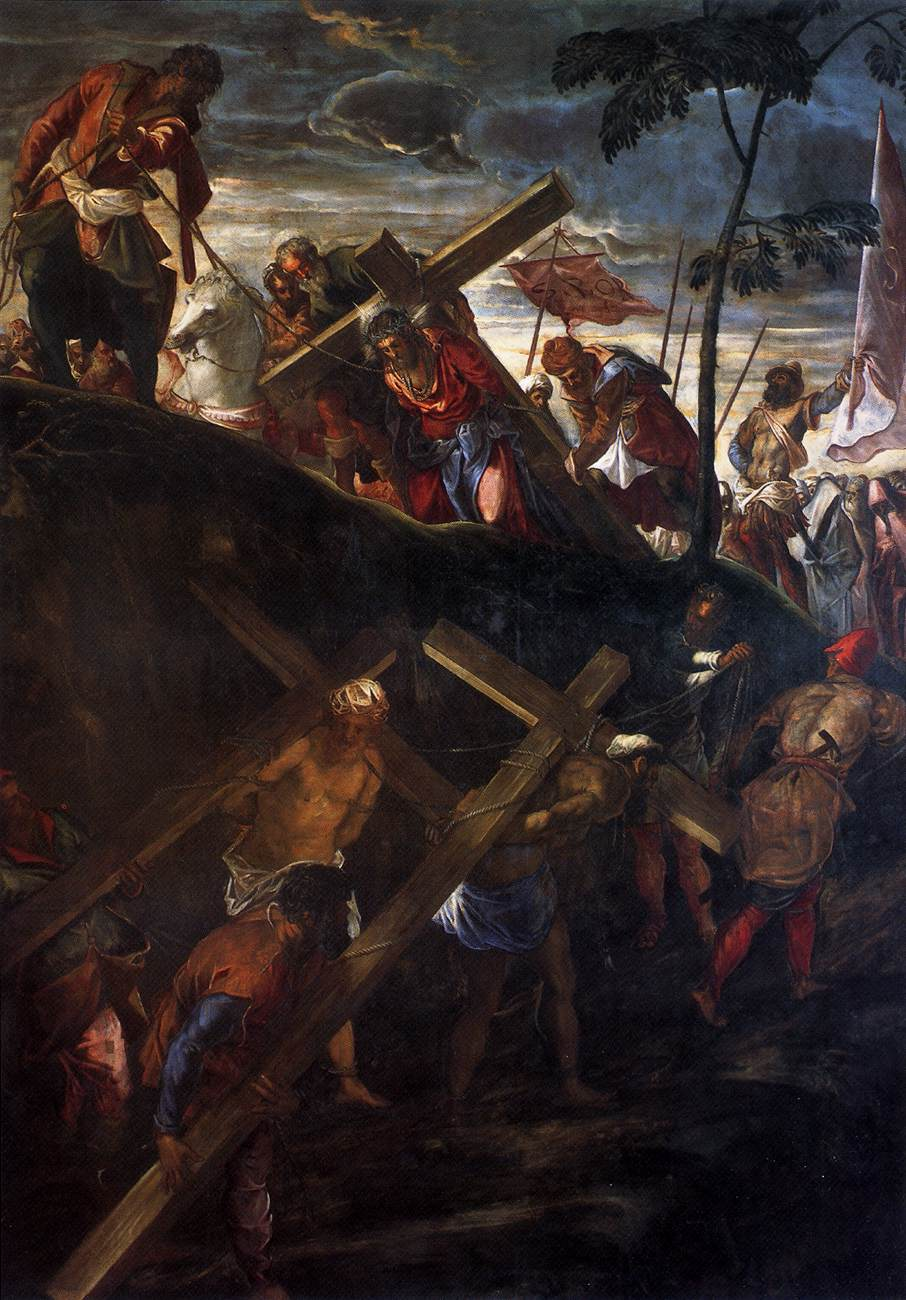
Drumul Golgotei
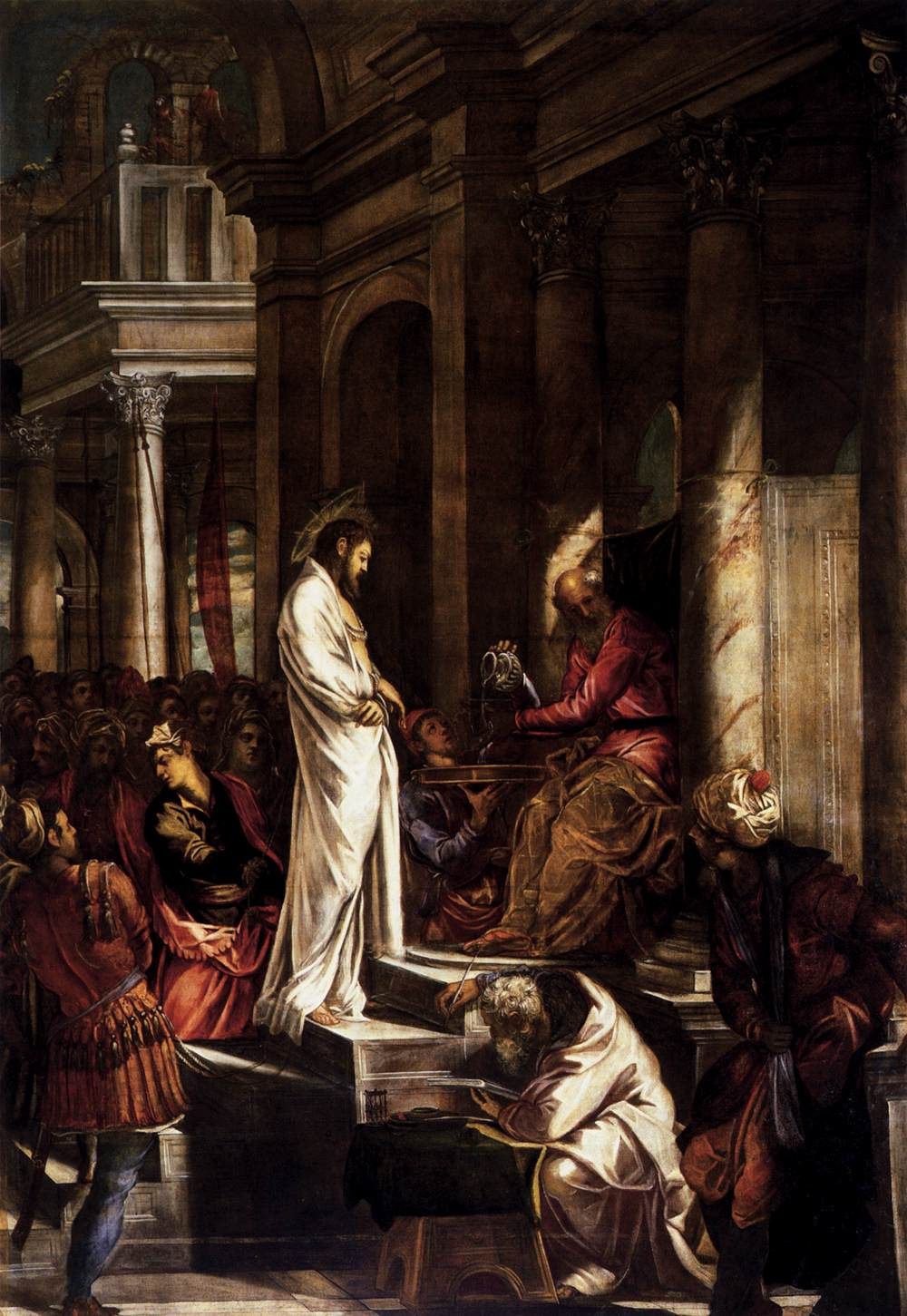
Iisus înaintea lui Pilat
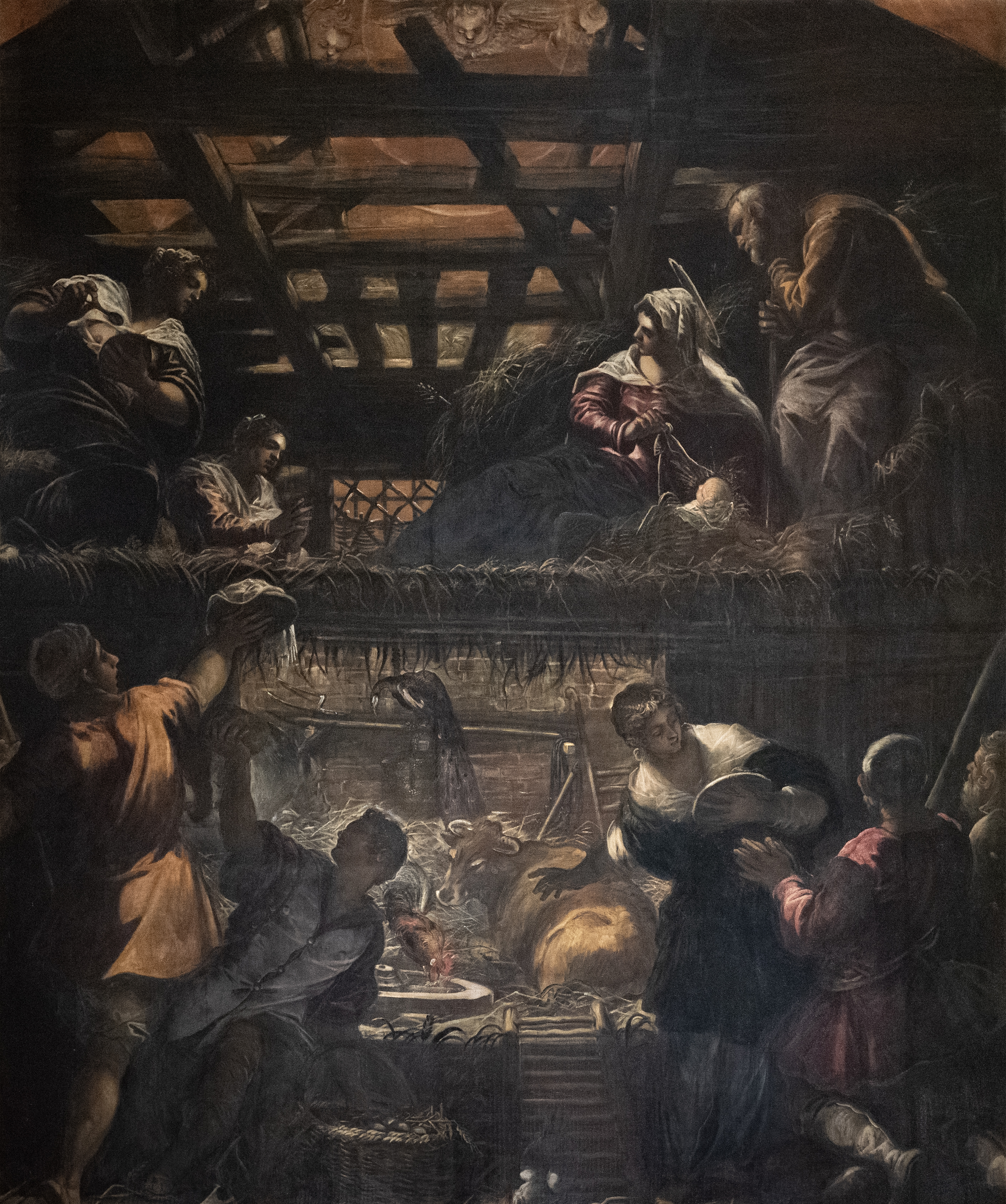
Închinarea păstorilor
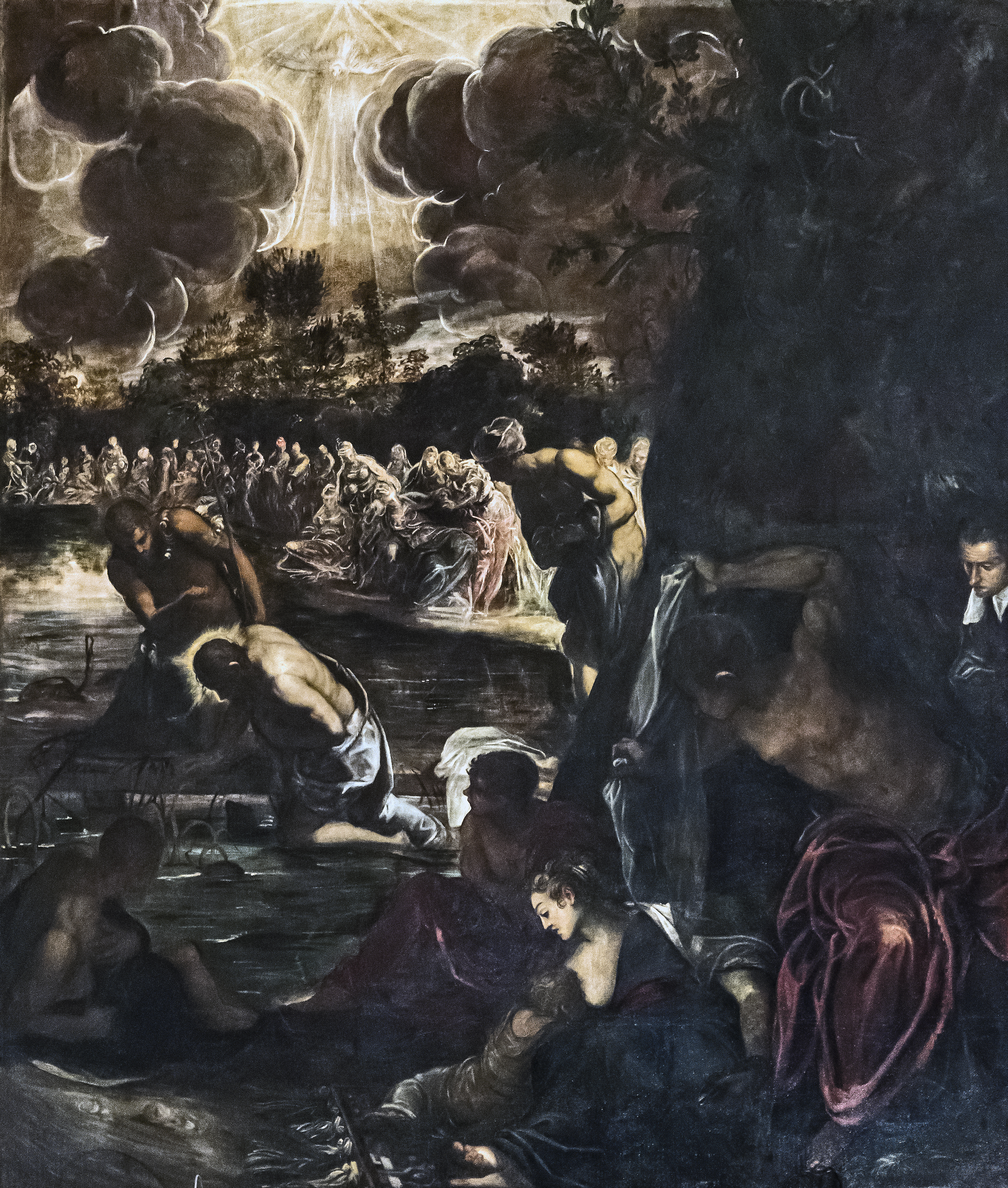
Botezul Domnului

În sala Albergo, pe unul din pereți se pot vedea trei tablouri înfățișând patimile Domnului: Drumul Golgotei, Ecce Homo, respectiv Iisus înaintea lui Pilat. În aceste opere, ca și în alte creații târzii, Tintoretto acordă o atenție tot mai sporită surprinderii într-o lumină precisă a detaliilor, se străduiește să dea ritm viziunii sale, reprezentând relieful blocului prin accentuarea distribuirii umbrelor profunde și prin indicarea luminii în anumite părți ale arhitecturii. Tintoretto așează culorile constructiv, pictând spațiile și formele prin trăsături de penel îndrăznețe și lungi. 

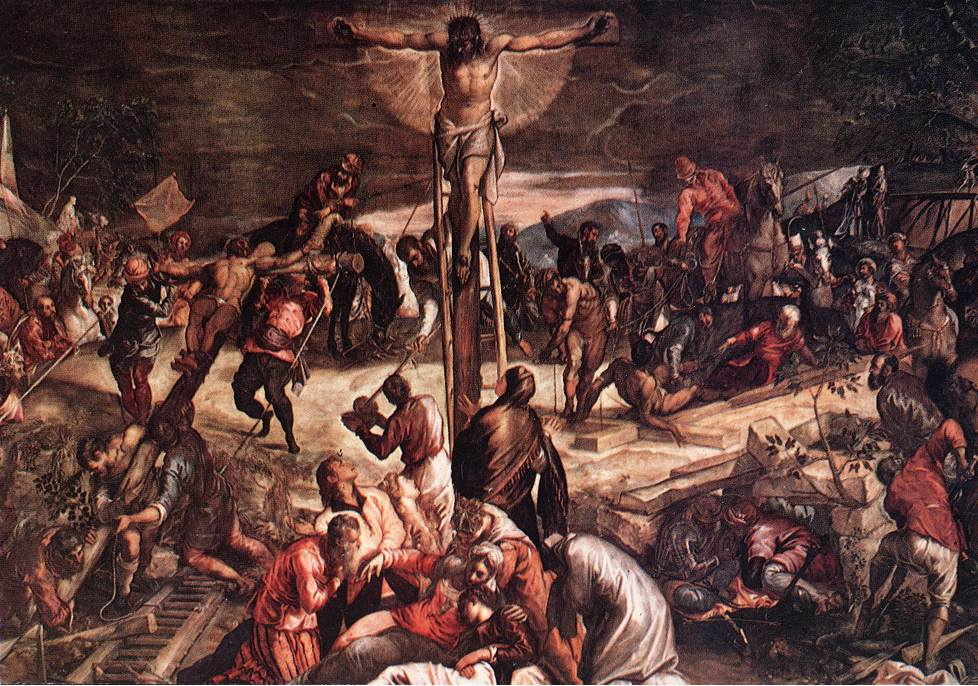
Răstignirea, 1565, "Scuola di San Rocco"

Tabloul intitulat Răstignirea poate fi admirat și astăzi în Scuola di San Rocco, în locul lui orginal, pe zidul opus intrării principale. Printre cei, asupra cărora această pictură a avut un efect covârșitor, au fost și pictorii flamanzi Rubens și VanDyck. În această adevărată dramă a luminii și a umbrei, Tintoretto ia poziție în mod evident în favoarea construcției bogate în detalii, care se deosebește de structura teatrală și geometrică a unor opere anterioare. El ne invită să participăm la evenimentele înfățișate de el. 
Tintoretto a condus un atelier de creație, unde, alături de alți ucenici, i-a inițiat în arta picturii și pe proprii copii. Dintre aceștia, trei devin pictori: Marietta, Domenico și Marco. Situația lui financiară se îmbunătățește și își permite să cumpere o casă pe malul lui dei Mori, în preajma bisericii Madonna dell'Orto, pentru care realizează câteva picturi. În toamna anului 1579 Tintoretto primește o comandă din partea prințului Gonzaga de Mantova pentru pictarea a patru tablouri. După terminarea acestor lucrări este invitat la curtea din Mantua pentru a supraveghea personal amplasarea pânzelor. Probabil aceasta este singura lui călătorie în afara Veneției. Unii istorici de artă presupun că în tinerețe ar fi vizitat și Roma, lucru sugerat de influența evidentă exercitată de sculpturile lui Michelangelo asupra creației sale.
Compoziții alegorice și pe teme laice

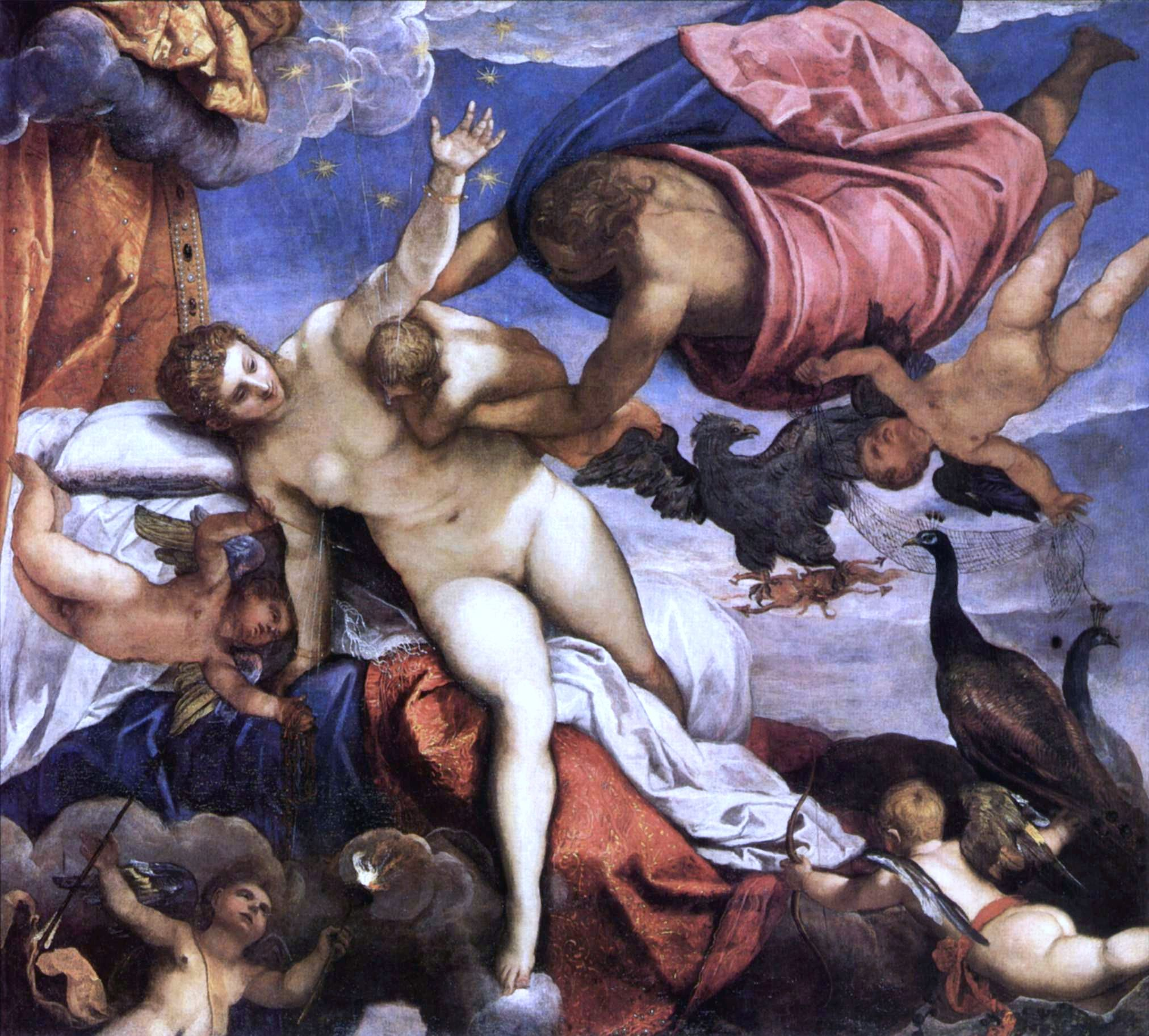
Crearea "Căii lactee",
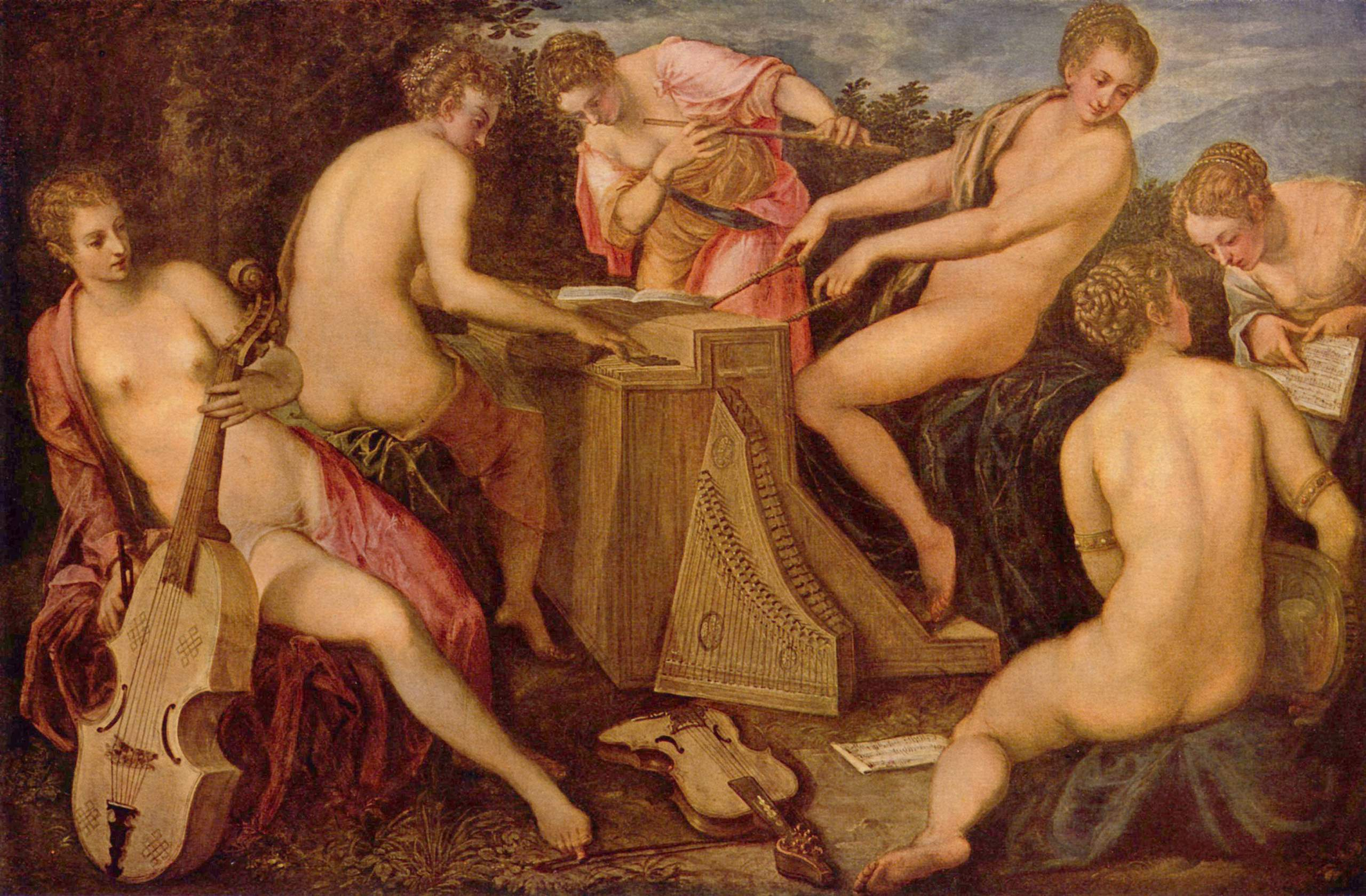
Femei făcând muzică
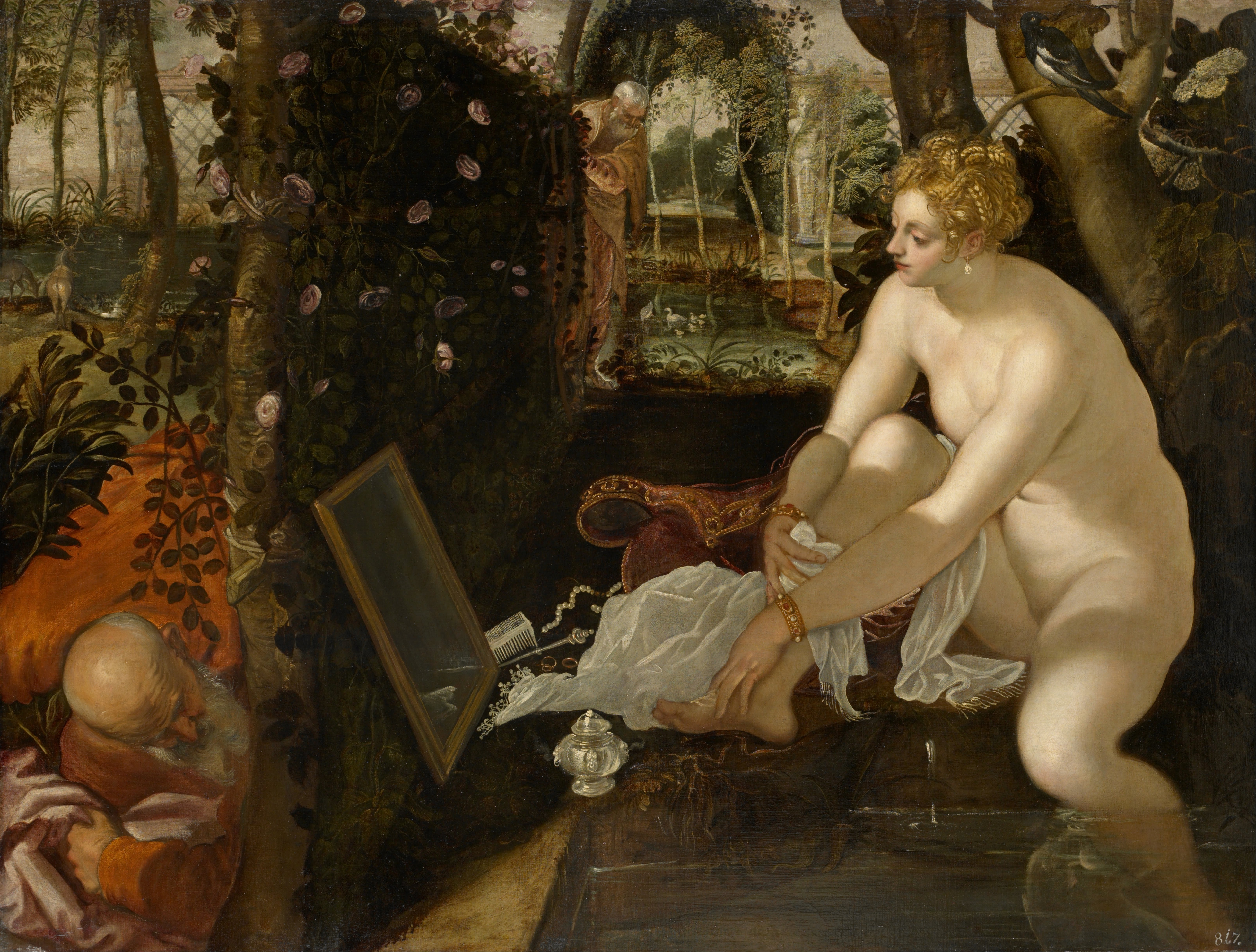
Susanna şi bătrânii
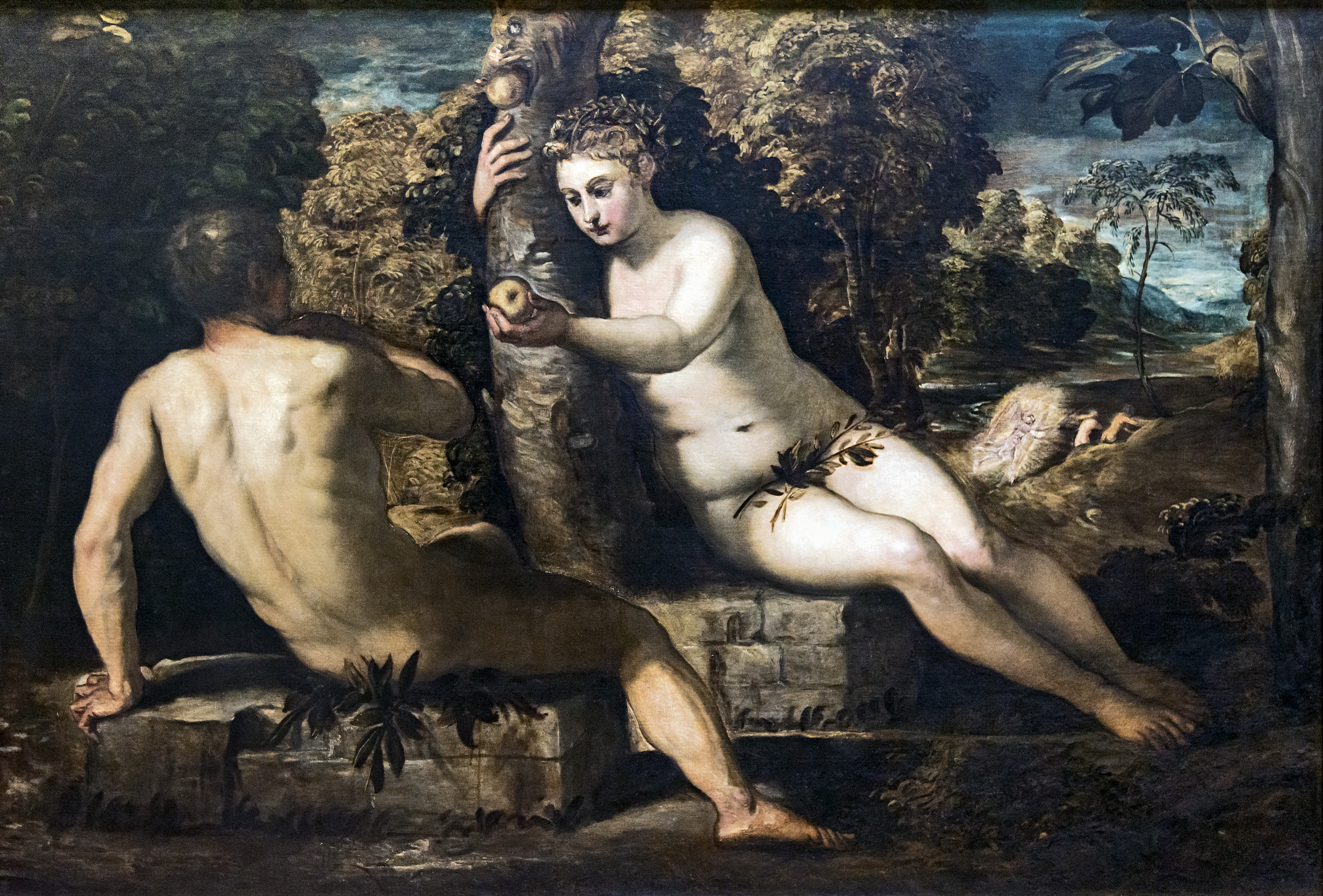
Adam şi Eva

Pe data de 30 martie 1594, Tintoretto își redactează testamentul în care își desemnează soția ca fiind principalul său moștenitor. Câteva luni mai târziu se îmbolnăvește în cursul epidemiei de ciumă și moare la 31 mai 1594 în Veneția, în vârstă de 75 de ani. Este înmormântat în biserica Madonna dell'Orto.